# Gary Bell (calciatore)
Gary Bell (Stourbridge, 4 aprile 1947) è un ex calciatore inglese, di ruolo difensore.

## Carriera
Dopo aver giocato nelle giovanili dei semiprofessionisti dell'Halesowen Town Bell trascorre la stagione 1962-1963 nelle giovanili del West Bromwich, per poi all'età di 16 anni andare a giocare nella prima squadra dei semiprofessionisti del Lower Gornal Athletic. Dopo tre stagioni, nel 1966, viene acquistato insieme al compagno di squadra George Andrews per complessive 12000 sterline dai gallesi del Cardiff City, militanti nella seconda divisione inglese: Bell rimane ai Ninians fino al 1974, giocando per otto stagioni in seconda divisione con complessive 223 presenze e 10 reti in incontri di campionato. Inoltre, durante le sue otto stagioni di permanenza vince per 7 volte la Coppa del Galles (di fatto, l'unica stagione in cui non vince tale trofeo è la 1971-1972, nella quale peraltro il Cardiff City è finalista perdente del torneo), giocando per 6 volte la Coppa delle Coppe (torneo di cui nell'edizione 1968-1969 raggiunge anche le semifinali) per un totale di 16 presenze in questa competizione. Successivamente, gioca per un quadriennio nella quarta divisione inglese: dopo un breve periodo in prestito all'Hereford Utd nel 1974, infatti, dal 1974 al 1978 milita in questa categoria con i gallesi del Newport County, con i quali totalizza complessivamente 126 presenze e 5 reti in incontri di campionato. Si ritira poi nel 1980, dopo aver giocato a livello semiprofessionistico prima con il Gloucester City e poi con i gallesi del Bridgend Town.
In carriera ha totalizzato complessivamente 357 presenze e 15 reti nei campionati della Football League.

## Palmarès

### Club

#### Competizioni nazionali
- Coppa del Galles: 7

Cardiff City: 1966–1967, 1967–1968, 1968–1969, 1969–1970, 1970–1971, 1972–1973, 1973–1974